# Giovani avvocati
Giovani avvocati (The Young Lawyers) è una serie televisiva statunitense in 25 episodi trasmessi per la prima volta nel corso di una sola stagione dal 1969 al 1971. La serie è conosciuta in Italia anche con il titolo Avvocati alla prova del fuoco.

## Trama
Aaron Silverman fa parte di un gruppo di giovani studenti idealisti in una importante scuola legale di Boston che mettono in piedi un centro di assistenza legale, il Neighborhood Law Office, per aiutare i poveri e i diseredati. Dal momento che questi giovani studenti non sono ancora stati ammessi ufficialmente alla pratica legale, vengono patrocinati dall'affermato avvocato di Boston David Barrett.

## Personaggi e interpreti
- Aaron Silverman (25 episodi, 1969-1971), interpretato da Zalman King.
- Pat Walters (25 episodi, 1969-1971), interpretata da Judy Pace.
- Procuratore David Barrett (24 episodi, 1970-1971), interpretato da Lee J. Cobb.
- Chris Blake (9 episodi, 1971), interpretato da Phillip Clark.
- Giudice (3 episodi, 1970-1971), interpretato da Douglas Henderson.
- Dean Stewart (2 episodi, 1969-1971), interpretato da Jon Lormer.
- Avvocato (2 episodi, 1969-1970), interpretato da Kent Jarvis.
- Giudice (2 episodi, 1970-1971), interpretato da Tol Avery.
- Ellen Schriber (2 episodi, 1970-1971), interpretata da Gwynne Gilford.
- Giudice Salke (2 episodi, 1970-1971), interpretato da Ford Rainey.
- Elliott Tower (2 episodi, 1970), interpretato da David Sheiner.

## Produzione
La serie, ideata da Michael Zagor, fu prodotta da Paramount Television e Crane Productions e girata a Boston nel Massachusetts. Le musiche furono composte da Lalo Schifrin e Jerry Fielding e Leith Stevens.

### Registi
Tra i registi sono accreditati:
- Harvey Hart in un episodio (1969)
- John Newland in un episodio (1970)
- Gene Levitt
- Jud Taylor

### Sceneggiatori
Tra gli sceneggiatori sono accreditati:
- Michael Zagor in un episodio (1969)
- John W. Bloch in un episodio (1970)
- Mel Goldberg in un episodio (1970)
- Joyce Perry in un episodio (1970)
- Guerdon Trueblood in un episodio (1970)
- Ed Waters in un episodio (1970)
- Harlan Ellison in un episodio (1971)
- Robert Sabaroff

## Distribuzione
La serie fu trasmessa negli Stati Uniti dal 28 ottobre 1969 (pilot) e dal 21 settembre 1970 (1º episodio) al 24 marzo 1971 sulla rete televisiva ABC. In Italia è stata trasmessa con il titolo Giovani avvocati. È stata distribuita anche in Germania Ovest dal 21 novembre 1974 con il titolo Die jungen Anwälte.

## Episodi
| Stagione       | Episodi | Prima TV USA |
| -------------- | ------- | ------------ |
| Prima stagione | 25      | 1969-1971    |